# Blue Jean
『Blue Jean』（ブルー ジーン）は、日本のロックバンド、GLAYが2004年8月4日に発売した31枚目のシングル。

## 解説
- カップリング曲の「南東風 〜PEACEFULL SESSION〜」は本来同年の7月14日に同タイトルで発売予定であったが、7月31日のGLAY EXPO 2004の開催と同ライブでの「Blue Jean」の披露にあわせてカップリング曲となった。
- 初回盤には数量限定でデニムパッケージ仕様が存在し、店頭でGLAY EXPO 2004のポスターが貰えた[2]。
- 2002年発売「Way of Difference」以来、約2年振りに表題曲のInstrumentalバージョンが収録されている。

## 収録曲
1. Blue Jean
  - 作詞・作曲:TAKURO / 編曲：GLAY & 佐久間正英

バラードベストアルバム『-Ballad Best Singles- WHITE ROAD』に収録され、ベストアルバム『THE GREAT VACATION VOL.1 〜SUPER BEST OF GLAY〜』にはミックスが違うバージョンが収録された。
2. 南東風 〜PEACEFUL SESSION〜
  - 作詞・作曲:TAKURO / 編曲：GLAY & 佐久間正英

8thアルバム『THE FRUSTRATED』に収録されていたナンバーのリアレンジバージョン。オリジナルバージョンではコーラスだったYUKIが2番のボーカルを取っている。
3. すべて、愛だった -Lavie d'une petite fille-
  - 作詞・作曲:TAKURO / 編曲：GLAY & 佐久間正英

ストリングスを導入したバラード。
4. すべて、愛だった -Lavie d'une petite fille- (Acoustic Version)
5. Blue Jean (Instrumental)

## 演奏
- 永井利光：Drums
- 佐久間正英：Keyboards, Piano, Guitar, Programming
- くず (ANIKI＆HIRO)：Featuring Vocal (#2)
- YUKI：Featuring Vocal (#2)
- 洞口桃子：Chorus (#2)
- 金原千恵子ストリングス：(#1.3.4.5)

## タイアップ
- エステティックTBC 2004サマーキャンペーンCMソング（#1）

## 収録アルバム
Blue Jean
- -Ballad Best Singles- WHITE ROAD
- THE GREAT VACATION VOL.1 〜SUPER BEST OF GLAY〜 (Jet the Phantom Mix)
- THE FRUSTRATED Anthology(リミックスバージョン)

南東風 〜PEACEFUL SESSION〜
- THE FRUSTRATED (オリジナルバージョン)
- rare collectives vol.3

すべて、愛だった -Lavie d'une petite fille-
- rare collectives vol.3
- THE FRUSTRATED Anthology(デモ音源)

すべて、愛だった -Lavie d'une petite fille- (Acoustic Version)
- rare collectives vol.3
- REVIEW II -BEST OF GLAY-